# اسکات مویر
اسکات مویر (انگلیسی: Scott Moir؛ زادهٔ ۲ سپتامبر ۱۹۸۷) رقصنده روی یخ اهل کانادا است. وی همچنین برندهٔ جوایزی همچون پیاده‌روی مشاهیر کانادا شده‌است.